# Alexander Hamilton Stephens
Alexander Hamilton Stephens (Crawfordville, 11 febbraio 1812 – Atlanta, 4 marzo 1883) è stato un politico statunitense.
Partecipò alla Guerra di secessione americana dalla parte degli Stati Confederati d'America, di cui fu il primo e unico vicepresidente. Sono battezzate in suo onore due contee in Georgia e Texas.

## Biografia

### Origini

#### Famiglia, personalità e fisico
Nacque nel 1812 a Crawfordville, in Georgia, da Andrew Baskins Stephens (1782-1826) e Margaret Grier (1786-1812). Rimase presto orfano di madre, e a quattordici anni perse anche il padre e la matrigna Matilda Lindsay, vittime di un'epidemia di polmonite; Stephens e i fratellastri vennero allora dispersi tra varie famiglie d'adozione, e ciò instillò nel giovane un carattere triste e malinconico.
Passò un'infanzia povera e infelice, che lo segnò anche nel fisico: nel corso della sua vita infatti, come si evince anche dalle fotografie che lo ritraggono, rimase sempre estremamente magro ed emaciato, tanto che raramente arrivò a pesare più di 45 kg, venendo per questo soprannominato "il piccolo Ellick". Soffriva di artrite reumatoide e radicolopatia, che lo portarono ad essere sempre di salute molto cagionevole.

#### Studi e prime attività politiche
Studiò dapprima a Washington sotto l'egida del reverendo Alexander Hamilton Webster (in onore del quale il giovane adottò il proprio secondo nome); si laureò in seguito all'Università della Georgia, conoscendo lì futuri alleati politici come Howell Cobb ed Herschel V. Johnson; fu infine ammesso all'Ordine degli Avvocati nel 1834, e il suo esaminatore fu William H. Crawford, ex-figura politica prominente degli Stati Uniti del primo XIX secolo. La sua fu una carriera estremamente brillante, tanto che si diceva non avesse mai perso una causa.
A partire dal 1836 s'interessò di politica, cominciando a servire nell'Assemblea georgiana come membro del Partito Whig. Dal 1843 cominciò a mettersi in mostra nella politica nazionale come membro della Camera dei Rappresentanti, sostenendo l'annessione del Texas all'Unione e opponendosi alla guerra messico-statunitense. Nonostante il fisico debole e la salute malferma era un politico deciso e dal carattere forte, sapendo sostenere accesi e prolungati dibattiti; la sua focosa carriera culminò nell'aggressione subita nel 1848 dal giudice Francis Cone a Macon: messisi a litigare, Stephens colpì Cone col suo bastone da passeggio, e quest'ultimo reagì estraendo un coltello e pugnalandolo alla mano. Anche se l'aggressione gli lasciò la mano colpita permanentemente semi-paralizzata, perdonò Cone e non volle che fosse perseguito.
Credendo fermamente nel diritto di secessione degli Stati, finì con l'abbandonare il Partito Whig poiché a trazione sempre più nordista; era tuttavia anche contrario ai secessionisti estremi, per questo aderì al moderato Partito di Unione Costituzionale del migliore amico Robert Toombs nel 1851. Anche l'Unione Costituzionale finì però col fallire in poco tempo, e Stephens passò allora, seppur poco convintamente, all'ala moderata del Partito Democratico (di cui era stato esponente il suo antico aggressore Cone). Col crescere delle tensioni sociali negli Stati Uniti si oppose con vigore alla possibilità della secessione, pur non mettendo in discussione la giustezza della schiavitù degli afroamericani.

### La Georgia e la Confederazione

#### Il convulso 1861
(A. H. Stephens.)
La campagna presidenziale del 1860 lo trovò sostenitore dell'elezione di Stephen A. Douglas, per il quale guidò la campagna elettorale in Georgia. Egli tentò di evitare la secessione proponendosi di combattere l'amministrazione dei repubblicani dall'interno dell'Unione, e, in caso di fallimento, di invocare una separazione concertata per tutti gli Stati del Sud.
Costretto ad adeguarsi al precipitare degli eventi, fu eletto membro della Convenzione della Georgia del 1861, e dopo strenui sforzi per ritardare l'approvazione di un'ordinanza di secessione dello Stato, quando l'atto fu approvato spese tutte le sue energie per sostenere la nuova Confederazione, anche se non per reale convinzione personale.
La Convenzione lo scelse quale delegato al Congresso provvisorio che si doveva riunire a Montgomery, che lo nominò unanimemente vicepresidente degli Stati Confederati, incarico abbinato automaticamente alla Presidenza del Senato Confederato, come secondo di Jefferson Davis. La sua nomina inizialmente fu una sorpresa, e venne probabilmente effettuata per cercare di non alienare dalla fazione ribelle gli unionisti e i moderati del Sud, ancora assai numerosi. Si trasferì allora nella nuova capitale Richmond, assumendo definitivamente la nuova posizione.

#### Durante la guerra
Stephens cercò di ricoprire il proprio ruolo al meglio delle sue possibilità: fu infatti lui a ratificare la nuova costituzione confederata e a promulgare la leva obbligatoria per permettere la costituzione di un esercito efficace (anche se personalmente non l'approvava). Spesso si trovava tuttavia scavalcato sia dal Congresso che dallo stesso Davis, e ciò lo portò presto a diventare un suo oppositore, assentandosi spesso per i furiosi disaccordi che scaturivano tra loro. Il governatore georgiano Joseph E. Brown divenne un suo alleato non dichiarato, e il loro sforzo congiunto di sabotare il governo centrale confederato fu determinante per il prosieguo della guerra.
Nel 1863, nel tentativo di mettere fine alla guerra civile americana, si recò a Washington D.C. da Abraham Lincoln come emissario di pace. Durante il tragitto tuttavia avvenne la battaglia di Gettysburg, che segnò la fine delle speranze di vittoria confederate; non avendo più necessità di trattare, al suo arrivo Lincoln, che pure era stato suo amico quando entrambi militavano nel Partito Whig, neanche lo ricevette. Un altro tentativo di negoziazione con Lincoln nel 1865 non andò in porto, e dopo la resa di Appomattox rientrò in Georgia, dove venne presto arrestato dalle autorità unioniste.

### Dopo la guerra
Rimase prigioniero a Boston fino all'ottobre 1865, quando venne perdonato da Andrew Johnson, successore di Lincoln. Rientrato in Georgia, venne subito eletto al Senato degli Stati Uniti, ma essendo ancora compromesso con le ex-autorità confederate la sua nomina venne invalidata. Durante gli anni d'interdizione scrisse la sua opera più nota, A Constitutional View of the Late War between the States, un'apologia della Confederazione in due volumi dove illustrava nel dettaglio le ideologie che avevano portato alla sua nascita e alla guerra di secessione.
Per quasi dieci anni rimase fuori dalla vita politica, ma come vecchio capo dei confederati godeva ancora di molti appoggi, tanto che nel 1873 venne rieletto alla Camera per terminare il mandato di un collega e rimanendovi per i successivi nove anni (anche se pare che, datosi all'alcolismo, ricoprì un ruolo più nominale che attivo). Nel 1883 poi venne eletto governatore della Georgia, sembrando quindi in procinto di ridare la scalata al potere; ma fu solo una breve parentesi, perché pochi mesi dopo la sua salute precaria ebbe un improvviso peggioramento, portandolo alla morte il 4 marzo 1883.